# Reinhard Grindel
Reinhard Dieter Grindel (Hamburg,19 september 1961) is een Duitse journalist, politicus (CDU) en voetbalbestuurder.
Van 2002 tot 2016 was Grindel lid van de Bondsdag (Tweede Kamer van het Duitse Parlement). Hij was ook een voormalig voorzitter van de Duitse voetbalbond (DFB).

## Leven

### Vroege jaren en journalistiek
Hij wordt in Hamburg geboren waar hij naar school ging en rechten studeerde met en stipendium van de Konrad Adenauer Stichting.
Naar zijn studies was hij journalist voor het radio en televisie. Tussen 1997 en 1999 was hij he hoofd van het ZDF studio in Bonn, tussen 1999 en 2002 van het studio in Brussel.
Hij is getrouwd en heeft twee zonen.

### Politiek
Hij was lid van de Bondsdag van 2002 tot 2016. In 2013 wordt hij adjunct-voorzitter van de parlementaire commissie voor sport.

### Voetbal
Van 2011 tot 2014 was hij eerste vicevoorzitter van de Nedersaksische Voetbalbond.
Vanaf oktober 2013 tot april 2016 was hij kasbeheerder van de Duitse Voetbalbond.
Op 15 april 2016 werd hij gekozen tot voorzitter van de Duitse voetbalbond (DFB). In april 2019 nam Grindel ontslag als voorzitter van de Duitse voetbalbond.